# Washington Gladden
Washington Gladden (11 février 1836 - 2 juillet 1918) est un pasteur éminent de l'Église congrégationaliste américaine et l'un des premiers dirigeants du mouvement Social Gospel. Il a été l'un des principaux membres du mouvement progressiste, siégeant pendant deux ans au conseil municipal de la ville de Columbus, dans l'Ohio. En tant que responsable de la rubrique religieuse de l'hebdomadaire new-yorkais The Independent, il a longuement mené campagne contre le politicien corrompu William Tweed. Il été la première personnalité religieuse américaine de premier plan à soutenir la syndicalisation des ouvriers ; il s'est également opposé à la ségrégation raciale. Écrivain prolifique, il est l'auteur de centaines de poèmes, hymnes, articles, éditoriaux et livres.

## Biographie

### Jeunesse
Gladden est né le 11 février 1836 à Pottsgrove, en Pennsylvanie, fils de Solomon et Amanda (Daniels) Gladden. Il est prénommé Solomon Washington. Son père décède alors qu'il est âgé de six ans. Il vit alors avec son oncle dans une ferme près d'Owego, dans l’État de New York. Là, il apprend le métier d'agriculteur et utilise son temps libre pour lire, notamment la Bible.
A cette époque, l'ouest de l'État de New York était connu sous le nom de "district en feu" parce qu'il était le théâtre de nombreux réveils religieux. Gladden y entend de nombreux prédicateurs car il est à la recherche de « l'assurance de la faveur divine », d'abord sans résultat, jusqu'à ce que, à l'âge de 18 ans, un « pasteur lucide » l'aide à « faire confiance à l'amour du Père céleste ». Dès lors, il estime que la religion « se résume dans le mot amitié… avec le Père au-dessus et le frère à nos côtés ».
À 16 ans, Gladden quitte la ferme de son oncle pour devenir apprenti à l'Owego Gazette,.
Deux ans plus tard (1854), à 18 ans, il s'engage dans le mouvement de tempérance en rejoignant l'ordre des Good Templars. Il entre ensuite en apprentissage dans la presse, et y fait son « choix d'une vocation » : devenir pasteur de l'Église congrégationaliste. Étant donné que l'appel nécessitait des études plus approfondies, il s'inscrit à l'Owego Free Academy, puis au Williams College, dont il obtient le diplôme en 1859. En même temps, il compose un chant en l'honneur de son alma mater, "The Mountains".

### Début de carrière
L'année 1860 marque un tournant pour Washington Gladden : il se marie avec Jennie O. Cohoon, une camarade de classe de l'Owego Free Academy, accepte son premier poste pastoral, reçoit la consécration alors que l’État de Virginie, bientôt suivi par 6 autres, fait sécession et que la guerre civile se rapproche à grands pas.
Dans la première partie de sa carrière, Gladden occupe successivement cinq postes dans le pastorat et le journalisme : 
- Son premier appel est à l'église congrégationaliste de State Street à Brooklyn. Il commence son pastorat en juin 1860 et fut ordonné en novembre.
- En juin 1861, il démissionne et accepte un appel de l'Église congrégationaliste de Morrisania, dans le Bronx, qu'il dessert jusqu'en 1866. En 1863, il obtient un congé pour servir dans le corps des aumôniers militaires. Mais il contracte le paludisme, et doit rentrer chez lui pour se soigner et reprendre ses fonctions pastorales.
- Son troisième pastorat se situe à North Adams, dans le Massachusetts, où il travaille de 1866 à 1871.
- Il devient ensuite rédacteur religieux du New York Independent de 1871 à 1875. L'hebdomadaire avait un tirage national d'un million d'exemplaires. Son rôle consistait à rédiger des articles de presse et des éditoriaux sur la théologie pratique et les questions sociales de l'heure. De cette position, Gladden a atteint une renommée nationale, spécialement pour sa dénonciation du politicien corrompu William Tweed[6].
- En 1875, Gladden devient pasteur de la North Congregational Church à Springfield, dans le Massachusetts, pendant sept ans[7]. Au cours de ce pastorat, il travailla également comme rédacteur en chef du mensuel Sunday Afternoon (1878-1880). Outre la responsabilité du journal, il rédige également de nombreux articles.

Au cours de ses années à North Adams et à Springfield, Gladden commence à soutenir activement les travailleurs et leur droit de s'organiser. Sa position suscite l'opposition des industriels, mais il résiste aux pressions et poursuit son engagement pour la justice jusqu'à la fin de sa vie.
En 1876, il publie Working People and Their Employers, livre qui préconise la syndicalisation des employésn ce qui en fait le premier ecclésiastique américain notable à approuver les syndicats. Gladden n'a pas soutenu le socialisme ou le laissez-faire mais a plutôt préconisé l'application de la « loi chrétienne » aux problèmes.
Son livre de 1877, The Christian Way: Where it Leads and How to Go On, fut son premier appel national à « l'extension des valeurs chrétiennes dans la vie quotidienne » et le premier acte de son leadership du mouvement Social Gospel.

### Deuxième partie de carrière à Colombus
En 1882, Gladden accepte le poste de pasteur de la First Congregational Church de Columbus, dans l'Ohio. Il va occuper ce poste pendant trente-six ans. Pendant cette période, il renforce sa réputation nationale en tant que chef religieux et leader communautaire grâce à ses sermons, ses conférences, ses écrits et son engagement. Sa paroisse comprenait des législateurs et d'autres personnes ayant le pouvoir d'agir sur les injustices sociales sur lesquelles Gladden prêchait.
Dans ses fonctions, il prononçait deux sermons de 45 minutes chaque dimanche, un le matin sur la vie chrétienne, et un le soir sur les problèmes sociaux. Le sermon du soir était publié dans l'Ohio State Journal du lendemain, à la première page. Au milieu des années 1880, il attirait des auditoires dans tout le pays pour ses conférences en faveur de « le droit de négociation du travail, d'une semaine de travail plus courte, des inspections d'usine, de l'impôt sur les successions et de la réglementation des monopoles naturels ». Son but était de permettre « une évolution progressive vers un ordre social coopératif ».
En 1885, il participe à la création de l’American Economic Association et siège à son conseil. L'objectif déclaré de l'association était « de soutenir une enquête économique indépendante et de diffuser des connaissances économiques ».
En 1886, il se rend à Cleveland lors d'une grève des tramways, prend la parole lors d'une réunion publique et soutient le droit des travailleurs à former un syndicat pour protéger leurs intérêts. Il préconise également la propriété publique des tramways et des services publics.
Plus Gladden abordait les questions sociales, plus sa paroisse grandissait, passant de 500 membres en 1883 à 1 200 en 1914. Lorsque des membres n'étaient pas d'accord avec lui, plutôt que d'essayer de les amener à être d'accord avec lui, il cherchait à trouver un terrain d'entente sur lequel ils pourraient s'entendre.
En 1893, l'ancien président américain Rutherford B. Hayes a présenté Gladden au poste de président de l'Ohio State University, mais le conseil d'administration l'a rejeté comme « trop pro-catholique » en raison de son opposition à l'association anti-catholique American Protective Association. En revanche, l'Université de Notre-Dame-du-Lac lui a décerné, pour la même raison, un doctorat honoris causa.
Gladden a effectué plusieurs tournées de conférences en Grande-Bretagne. Au cours de celle de 1898, il a défendu l'entrée en guerre des États-Unis contre l'Espagne comme étant « humaine ». Entre 1900 et 1902, il a été pendant un mandat conseiller municipal de Columbus, où il s'est fait l'avocat de la propriété municipale des travaux publics. Il a également dirigé un mouvement visant à déplacer les élections dans l'Ohio d'octobre à novembre.
Il est à son époque l'un des « dirigeants les plus progressistes » de son pays dans ses efforts pour résoudre ce qu'il appelait « le problème nègre », tant sur le plan économique que politique. Il est vice-président de l'American Missionary Association entre 1894 et 1901 et son président entre 1901 et 1904. À ce titre, il s'est rendu à Atlanta, en Géorgie, pour visiter l'Université d'Atlanta et rencontrer W. E. B. Du Bois . Il a été choqué par la condition des noirs du Sud et a commencé à dénoncer le racisme. Son célèbre sermon de 1903, « le meurtre en tant qu'épidémie », condamnait les lynchages.
En 1904, il démissionne de son poste de président de l'American Missionary Association pour occuper le poste de modérateur du Conseil national des Églises congrégationalistes des États-Unis.
En 1905, il fait l'actualité nationale en dénonçant un don de 100 000 dollars de John D. Rockefeller aux congrégationalistes comme étant « entaché ».

### Fin de vie
En 1914, Gladden prend sa retraite et devient « ministre émérite » de la First Congregational Church. Il reste actif cependant jusqu'à sa mort d'un accident vasculaire cérébral le 2 juillet 1918. Il est inhumé au cimetière de Green Lawn à Columbus (en). Le New York Times annonce que « Gladden, pasteur congrégationaliste de renommée nationale, est décédé ». Il avait été précédé dans la tombe par son épouse Jennie, décédée le 8 mai 1909 après 49 ans de mariage. Au cours des quatre dernières années de sa vie, elle avait souffert d'artériosclérose, ce qui l'avait rendue infirme et démente. Jusque là, jamais exposée sous la lumière des projecteurs, Jennie « avait soutenu discrètement la carrière très publique de son mari ».

## Famille
Les Gladden ont eu deux filles et deux fils. L'une des filles décède à 24 ans, tandis que la dépression et l'alcool ont raison des deux fils, qui meurent tous deux jeunes.

## Positions théologiques
Théologiquement, Gladden est classé comme « libéral évangélique ». En tant que tel, il était fondé et centré sur la Bible, mais cherchait toujours à « adapter le christianisme aux temps modernes ». Il a contribué à promouvoir son libéralisme évangélique dans des livres tels que Burning Questions (1890) et Who Wrote the Bible (1891). Dans ce dernier livre, il écrit qu'« il est vain d'essayer de forcer le récit de la Genèse à correspondre exactement à la science géologique ».

## Postérité
Washington Gladden a exercé une influence internationale en tant qu'inspirateur du mouvement Social Gospel. Sa préoccupation pour les questions sociales était fondée sur sa théologie libérale qui considérait la mission de l'Église comme l'application des valeurs chrétiennes aux institutions laïques.
Les historiens soulignent l'importance du rôle de Gladden dans le mouvement Social Gospel : il est devenu le « porte-parole le plus vénéré et respecté » de l'Évangile social. Gladden n'a pas seulement promu un « Évangile social d'action pratique » par ses écrits et ses discours, il s'est engagé dans une action pratique en travaillant pour des solutions, notamment en soutenant le droit des travailleurs à se syndiquer et en s'opposant à la ségrégation raciale,.
Ces évaluations des historiens sont en corrélation avec l'objectif que Gladden s'était fixé pour son ministère. Dans son autobiographie parue en 1909, il écrit qu'en tant que pasteur, il voulait pratiquer « une religion qui s'empare de la vie et se propose avant tout de réaliser le Royaume de Dieu dans ce monde ».

## Distinctions
Gladden n'a jamais obtenu de doctorat en théologie, mais il a reçu 35 doctorats honoris causa.